# Wasserprobe (Recht)

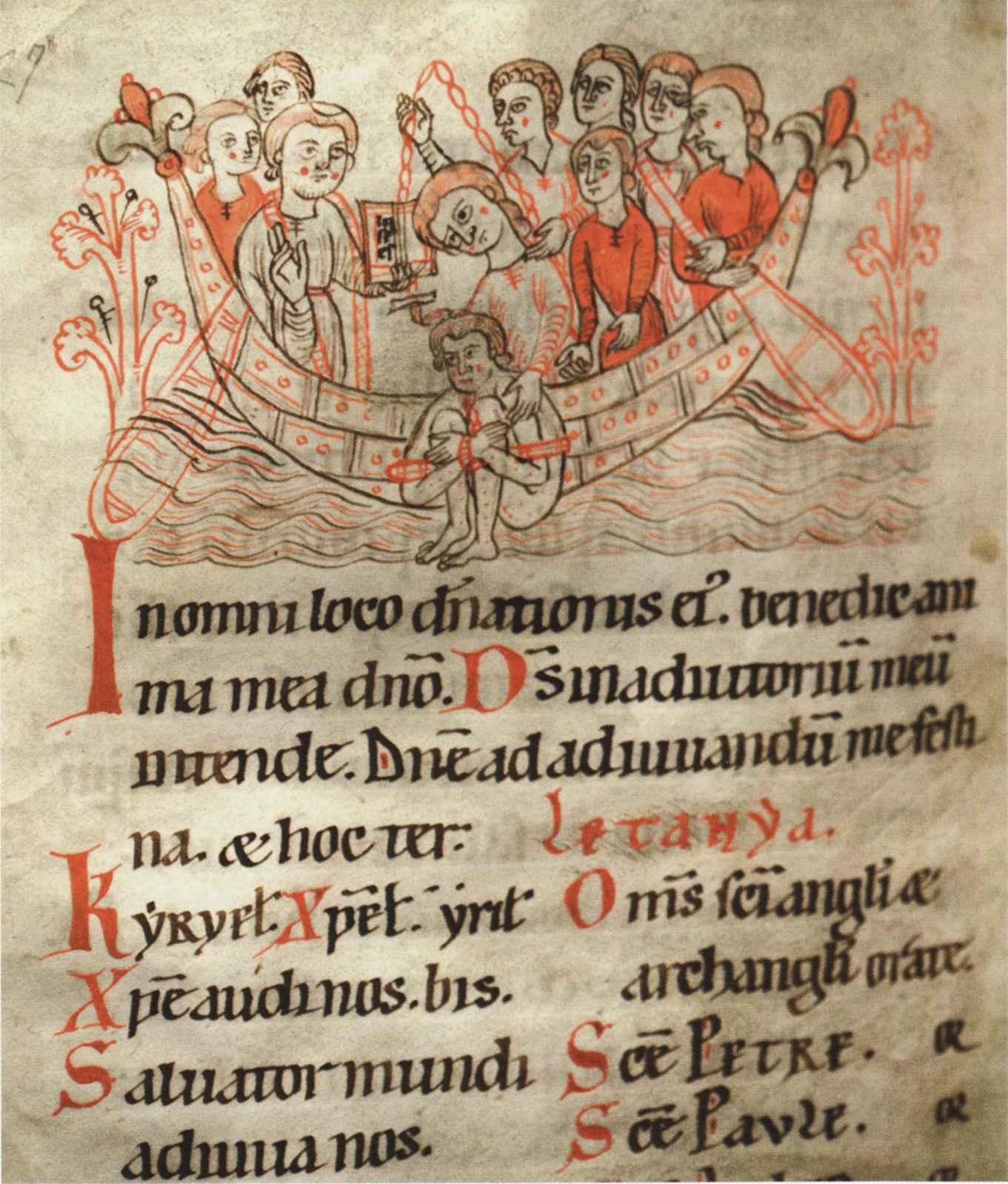
Ausschnitt aus einer Seite des Rituale in der Stiftsbibliothek Lambach (12. Jahrhundert)

Die Wasserprobe ist ein archaisches Element der Rechtsgeschichte, nachzuweisen bis ins 3. Jahrtausend v. Chr. im Codex Ur-Nammu, dort noch als Flussprobe bei Zauberei.
Proben nicht nur mit kaltem, sondern auch heißem Wasser gab es vor allem im frühen Mittelalter: Bei der Heißwasserprobe musste der Angeklagte einen Ring o. Ä. aus einem Kessel mit siedendem Wasser holen. Verheilten die Wunden rasch, galt dies als Beweis der Unschuld. Während der Kaltwasserprobe wurde der Verdächtige in kaltem Wasser versenkt, schwamm er oben, galt er als überführt.
Zur Zeit der Hexenverfolgungen des 16. und 17. Jahrhunderts wurde Letztere in abgeschwächter Form als Vorprobe eingesetzt, um den Hexereiverdacht gegen die angeklagten Frauen zu widerlegen oder zu bestätigen. Aus dieser Zeit ist die Kaltwasserprobe auch unter der Bezeichnung Hexenbad bekannt.

## Wasserprobe als Gottesurteil
Die Wasserprobe steht am Anfang der historisch belegbaren Geschichte der Gottesurteile. Der erste schriftlich überlieferte Hinweis auf die Durchführung von Wasserproben stammt aus dem 3. Jahrtausend v. Chr. Im 10. Paragraphen des Codex Ur-Nammu, eines Gesetzestextes, der auf den sumerischen König Urnammu von Ur zurückgeht, wird eine Wasserprobe beschrieben, die in einem Fluss durchgeführt werden soll. Auch im Codex Hammurapi, der aus dem 18. Jahrhundert v. Chr. stammt, wird ebenfalls eine Art Gottesurteil mit Hilfe des Elements Wasser beschrieben.
Verschiedene Arten der Durchführung von Wasserproben sind überliefert. Am häufigsten wurden im nachchristlichen Europa jedoch zwei Arten von Wasserproben, nämlich die mit heißem und die mit kaltem Wasser, angewandt.

### Wasserprobe mit heißem Wasser
Die juristische Wasserprobe mit heißem Wasser (iudicium aquae ferventis, Kesselprobe oder auch Kesselfang) ist vermutlich die älteste Form des Gottesurteils in Europa, die auch in den ältesten Gesetzestexten (beispielsweise bei Hinkmar von Reims) erwähnt wird. Der Angeklagte musste dabei mit nacktem Arm einen Ring oder einen kleinen Stein aus einem Kessel mit kochendem Wasser holen. Hand und verbrühter Arm wurden anschließend verbunden und versiegelt. Nach einigen Tagen wurde der Verband entfernt. Wenn die Wunde nicht eiterte, war die Probe bestanden, die Unschuld also bewiesen. In einer anderen als Kesselfang bezeichneten Variante mussten die Angeklagten einen Kessel mit siedendem Wasser auffangen. Die Variante wurde insbesondere als Keuschheitsprobe angewendet.

### Wasserprobe mit kaltem Wasser

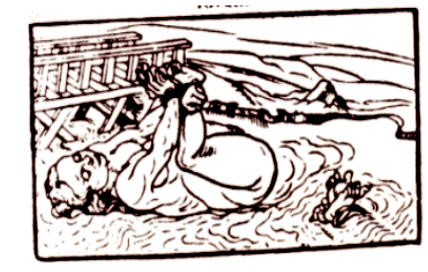
Ausschnitt aus dem Titelblatt eines Hexentraktates von Hermann Neuwalt, Helmstedt 1584

Die Wasserprobe mit kaltem Wasser (iudicium aquae frigidae) wurde vermutlich von Papst Eugen II. (824–827) eingeführt. Die Angeklagten wurden über Kreuz gefesselt und mit einem Seil sitzend in einen Teich oder ein ähnliches Gewässer heruntergelassen oder hineingeworfen. Dies mit der Gebetsformel: „Lass das Wasser nicht empfangen den Körper dessen, der vom Gewicht des Guten befreit durch den Wind der Ungerechtigkeit emporgetragen wird.“ Falls die Angeklagten oben schwammen, galt dies als Beweis für Hexerei, doch wenn sie untergingen, galt das nicht als Gegenbeweis, da dies immer noch als Ausnahme gewertet werden konnte. Man glaubte, dass das reine Element Wasser Hexer und Hexen abstoßen würde. Wie auch bei der Probe mit heißem Wasser brauchte es in diesem Fall ein „Wunder“, um freigesprochen zu werden. Wenn die Angeklagten nicht schwammen, wurden sie wieder aus dem Wasser gezogen – wobei es hier auch zu ungewollten Todesfällen kommen konnte. Dies protokollierte man als einen „Verfahrensfehler“.
In einem Messbuch im Britischen Museum wird von Seiten der kaiserlichen Partei von einer Wasserprobe berichtet, die 1083 auf dem Höhepunkt des Investiturstreits durch einige führende Prälaten des päpstlichen Hofes die Rechtmäßigkeit der päpstlichen Sache hätte beweisen sollen. Nach dreitägigem Fasten wurde das Wasser gesegnet und ein Knabe, der Kaiser Heinrich IV. repräsentieren sollte, ins Wasser hinabgelassen. Zum Schrecken der Prälaten sank er wie ein Stein. Als Papst Gregor VII. davon berichtet wurde, ordnete dieser eine Wiederholung des Versuchs an, die das gleiche Ergebnis hatte. Dann wurde der Knabe als Vertreter des Papstes hineingeworfen und blieb während zweier Proben an der Oberfläche, trotz aller Versuche, ihn ins Wasser zu tauchen. Allen Beteiligten sei ein Eid abgenommen worden, das unerwartete Ergebnis der Wasserprobe geheim zu halten.
Die Wasserprobe mit kaltem Wasser wurde auch nach dem Mittelalter, in der Frühen Neuzeit noch als Hexenbad angewandt, obwohl die Mitwirkung von Geistlichen bei der Durchführung von Gottesurteilen von der katholischen Kirche bereits auf dem IV. Lateran-Konzil im Jahre 1215 untersagt worden war. Seit dem Spätmittelalter verboten auch weltliche Gesetze immer häufiger die Wasserprobe, sodass seit dem 13. Jahrhundert vermehrt die Folter eingesetzt wurde, um ein Geständnis zu erlangen. Es gibt jedoch Berichte von Wasserproben aus dem späten 17. Jahrhundert. Allerdings wurde das Hexenbad von den meisten Juristen als Indiz für den Vorwurf der Hexerei abgelehnt. Dennoch führte gerade der Volksglaube häufig dazu, dass Angeklagte darum baten, sich der Wasserprobe unterwerfen zu dürfen, da sie darin eine gute Chance sahen, ihre Unschuld zu beweisen, ohne dass sie der Folter unterworfen wurden. Ihre Chancen waren aber sehr gering, da die Beweislage Auslegungssache der zuständigen Richter war.

## Wasserprobe bei Währungen
Weiterhin gab es auch eine „Wasserprobe“ in der Währungsgeschichte, die bis etwa 1871 angewandt wurde, um den Feingehalt von Gold- und Silbermünzen anhand der durch Eintauchen in Wasser verdrängten Wassermenge und des Raugewichts der Münze anhand der spezifischen Gewichte von reinem Gold, Silber und Kupfer mathematisch relativ genau bestimmen zu können, da die Legierungsmetalle der zu prüfenden Münze bekannt waren. Siehe Ephraimiten.